# Det står ett ljus i Österland
Det står ett ljus i Österland är en traditionell sång.
Visan förekommer i Per Anders Fogelströms roman "Vävarnas barn", där tukthusfången Sofia Krohn får nytt hopp efter att ha hört sina vänner sjunga visan utanför salpetersjuderiet där hon vistas.

## Inspelningar
Sången sjöngs i juni 1918 sjöngs in på skiva i New York av Birger Stenberg, som under 1920-talet gav ut den på grammofonskiva med "Ett hem" som B-sida . Den sjöngs också in av Knut Öjhström i Solna i februari 1928 och utkom på skiva i april samma år, med "Och jungfrun hon gick åt källan", "Som stjärnan uppå himmelen", "Kristallen den fina" 
1973 spelades den in av Marcus Österdahls orkester på julalbumet God jul, som julsång syftandes på Betlehemsstjärnan., men 1974 tolkades den av Nils Lindberg och Alice Babs på albumet Om sommaren sköna .
Visan har spelats i Sveriges Radio året om.